# Rory O'Connor
Rory O'Connor (28 novembre 1883, à Dublin – 8 décembre 1922) était un activiste républicain irlandais. Il est surtout connu pour son rôle dans le déclenchement de la Guerre civile irlandaise (1922-1923), qui aboutit à son exécution.

## Biographie
Dans sa jeunesse, Rory O'Connor a travaillé comme ingénieur ferroviaire au Canada. À son retour en Irlande, il s'impliqua dans la politique nationaliste irlandaise et fut emprisonné après l'Insurrection de Pâques 1916.
Au cours de la Guerre d'indépendance (1919-1920), il fut fait directeur de l'ingénierie de l'Armée républicaine irlandaise (IRA) – la guérilla qui combattait les forces britanniques à cette époque.
Il n'accepta pas le Traité anglo-irlandais de 1921, qui établissait l'État libre d'Irlande mais qui abolissait la République irlandaise proclamée en 1919, à laquelle O'Connor et ses camarades avaient prêté allégeance. Le 26 mars 1922, les officiers anti-traité de l'IRA tinrent une convention à Dublin, au cours de laquelle ils rejetèrent le traité et désavouèrent l'autorité du Dáil Éireann, le parlement élu d'Irlande. Interrogés par un journaliste, qui lui demandait si cela signifiait qu'ils proposaient une dictature militaire en Irlande, O'Connor répondit : « Vous pouvez le prendre comme ça si vous voulez. »
En avril 1922, O'Connor, avec 200 autres hommes anti-traité de l'IRA sous ses ordres, s'empara du Palais de Justice de Dublin (Four Courts) par défi envers le nouveau gouvernement irlandais. Ils voulaient provoquer les troupes britanniques, toujours présentes dans le pays, et les pousser à les attaquer, ce qui selon eux aurait relancé la guerre contre les Britanniques et réunir l'IRA contre leur ennemi commun. Michael Collins essaya désespérément de persuader O'Connor et ses hommes de quitter le bâtiment avant que les combats éclatent.
En juin 1922, après que la garnison du Palais de justice eut enlevé J. J. O'Connell, un général de la nouvelle Armée de l'État libre, Collins bombarda le Palais de justice avec de l'artillerie empruntée aux Britanniques. O'Connor capitula après deux jours de combats, fut arrêté et incarcéré dans la prison Mountjoy. L'incident mit le feu aux poudres et déclencha la Guerre civile irlandaise – les affrontements éclatant partout dans le pays entre des factions pro et anti traité.
Le 8 décembre 1922, accompagné de trois autres républicains (Liam Mellows, Richard Barrett and Joe McKelvey) capturés après la capitulation du Palais de justice, Rory O'Connor fut fusillé en représailles de l'assassinat du membre du Parlement de l'État libre Sean Hales. L'ordre d'exécution fut donné par Kevin O'Higgins, qui, moins d'un an auparavant, avait désigné O'Connor comme garçon d'honneur à son mariage, symbolisant la violence de la division que le traité causa. O'Connor, ainsi que les 76 autres républicains exécutés, fut par conséquent considéré comme un martyr par la tradition républicaine irlandaise.